# Aleksandr Triepow
Aleksandr Fiodorowicz Triepow (ros. Александр Фёдорович Трепов; ur. 18 września?/30 września 1862 w Kijowie, zm. 10 listopada 1928 w Nicei) – premier Imperium Rosyjskiego od 23 listopada 1916 do 9 stycznia 1917. 

## Życiorys
Syn Fiodora Triepowa. Ukończył Korpus Paziów. Oficer zawodowy. Służył w Gwardii cesarskiej. Od 1889 w cywilnej służbie państwowej. Od 1899 zastępca sekretarza stanu Rady Państwa, senator (1906), członek Rady Państwa (1914). Od sierpnia 1915 członek zebrania Specjalnego ds. obronnych, od października 1915 kierujący ministerstwem, a następnie minister transportu. 
23 listopada 1916 wyznaczony na przewodniczącego Rady Ministrów (premiera). Jako premier zwalczał wpływy Grigorija Rasputina na dworze i usiłował przekonać cesarza Mikołaja II, by ten przekazał Dumie Państwowej większe kompetencje. 9 stycznia 1917 został usunięty ze stanowiska. Po rewolucji październikowej (1917) emigrował.